# Taieb Baccouche

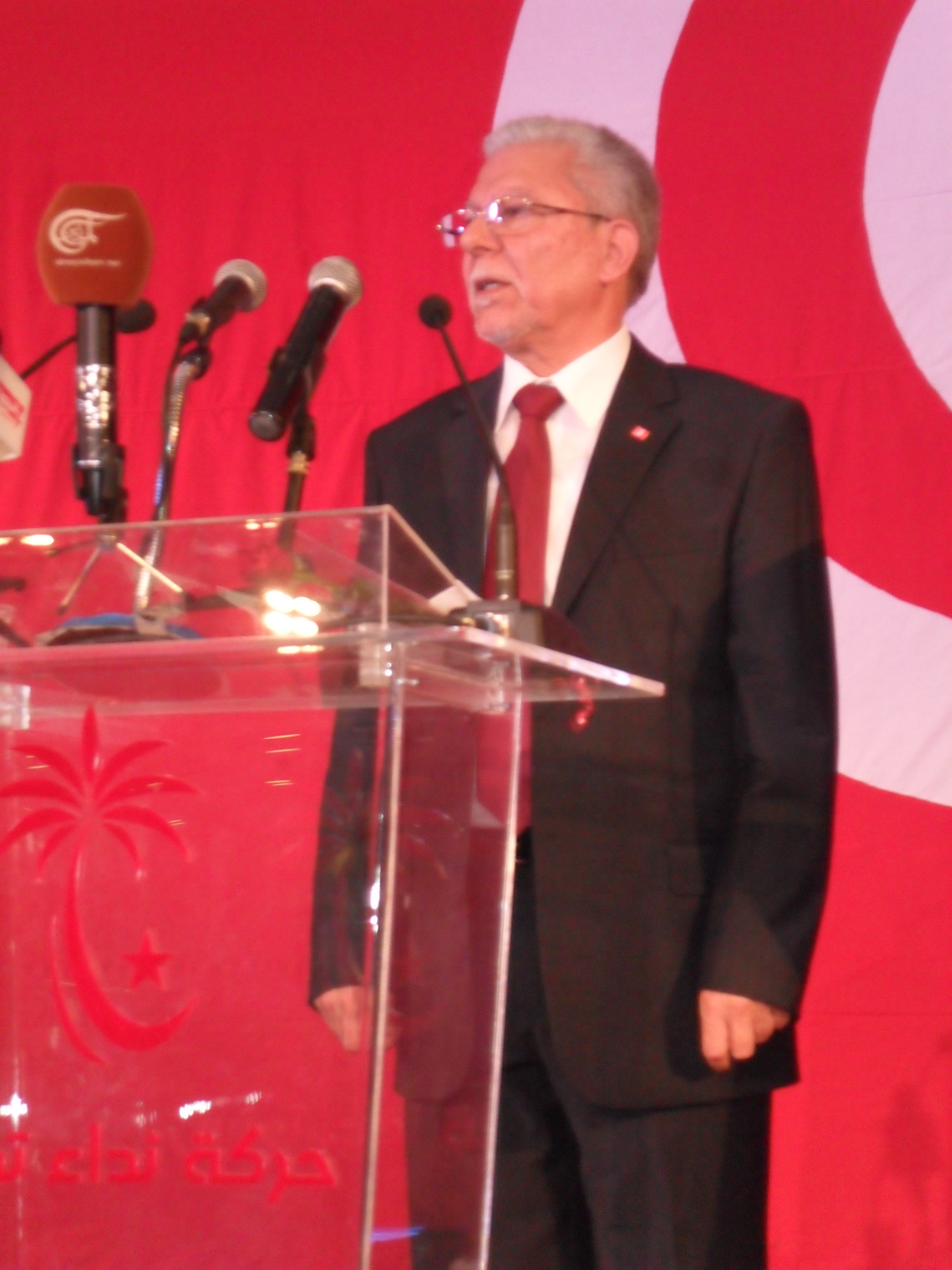
Taieb Baccouche (2012)

Taieb Baccouche (arabisch الطيب البكوش, DMG aṭ-Ṭaiyib al-Bakkūš; * 13. April 1944 in Jemmel) ist ein tunesischer Politiker (Nidaa Tounes) und seit dem 5. Mai 2016 Generalsekretär der Union des Arabischen Maghreb. Vom 6. Januar 2015 bis zum 11. Januar 2016 war der Sprachwissenschaftler Außenminister Tunesiens und von Januar bis Dezember 2011 Bildungsminister und Sprecher der Übergangsregierung nach der Revolution 2011.

## Leben
Nach dem Abitur 1963/64 studierte er in Tunis und an der Pariser Sorbonne Sprachwissenschaften mit Abschlüssen 1966 und 1968 und habilitierte sich dort auch 1980 („doctorat d’État)“. Von 1969 bis 2004 war Baccouche wissenschaftlicher Mitarbeiter, Dozent und Professor an verschiedenen tunesischen Universitäten. Er veröffentlichte als Sprachwissenschaftler 20 selbstständige und 50 unselbstständige Schriften und war 1995 bis 2002 Vorsitzender der tunesischen Linguistenvereinigung. Zudem hat er auf Arabisch und Französisch über Menschenrechtspolitik veröffentlicht. Sein politisches Wirken begann er in den 1970er Jahren als Generalsekretär der nationalen Gewerkschaft für Hochschulen und wissenschaftliche Forschung und des nationalen Bildungsverbands in Tunesien. Nachdem er von 1981 bis 1984 Generalsekretär der Union Générale Tunisienne du Travail (UGTT) gewesen war und von 1981 bis 1985 die Zeitung Echaab herausgegeben hatte, wechselte er als Präsident zur Sektion Menzehs-Manars der tunesischen Liga für Menschenrechte und war von 1998 bis 2011 Präsident des Institut Arabe des Droits de l’Homme.
Vom 17. Januar bis zum 24. Dezember 2011 war Baccouche tunesischer Bildungsminister nach der Revolution in Tunesien 2010/2011 in den Übergangsregierungen Ghannouchi II und Essebsi. Er schied mit der Einsetzung der ersten aus einer demokratischen Wahl hervorgegangenen Regierung, dem von der gemäßigt islamischen Partei Ennahda geführten Kabinett Jebali, aus dem Amt. Anschließend engagierte sich Baccouche in der säkularen politischen Opposition und gründete unter der Führung von Beji Caid Essebsi am 30. Juni 2012 die säkulare Sammlungsbewegung Nidaa Tounes (Ruf Tunesiens) mit. Er gilt als Vertreter des linken Flügels und wurde am 29. Juli 2012 ihr Generalsekretär. Nidaa Tounes gewann die die erste demokratische Parlamentswahl in Tunesien 2014. Er wurde vom designierten Ministerpräsidenten Habib Essid am 23. Januar 2015 als neuer Außenminister Tunesiens vorgeschlagen und war ab dem 5. Februar 2015 als Teil des Kabinett Essid im Amt. Im Zuge einer Kabinettsumbildung wurde Baccouche als Außenminister am 12. Januar 2016 vom Karrierediplomaten Khemaies Jhinaoui abgelöst. In der Presse wurde Baccouches Ablösung als absehbar bezeichnet und damit begründet, dass er sich mit der Verwaltung des Tagesgeschäfts begnügt und wenig Charisma oder internationale Wirksamkeit entfaltet habe. Auf Initiative des tunesischen Präsidenten Essebsi wurde Baccouche am 5. Mai 2016 zum Generalsekretär der in Tunis ansässigen Union des Arabischen Maghreb ernannt, nachdem er am 5. April nominiert worden war. Baccouche gilt als politisches Schwergewicht.

## Schriften
- Reflexion über Demokratie und Menschenrechte. I.A.D.H., Tunis 2004 (arabisch).
- Gewerkschaftsbewegung und Demokratie in Tunesien: 1971–1989. Fondation Temimi-Tunis, 2003 (arabisch).
- Der Golf zwischen Hegemonie und Söldnertum. Tunis 1991 (arabisch).